# Криосфера
Криосфе́ра (от др.-греч. κρύος — холод и σφαῖρα — шар) — одна из географических оболочек Земли, характеризующаяся наличием или возможностью существования льда.

## Описание
Криосфера расположена в пределах теплового взаимодействия атмосферы, гидросферы и литосферы. Криосфера простирается от верхних слоев земной коры до нижних слоёв ионосферы.
Криосфере свойственны многочисленные криогенные образования:
- системы ледяных облаков,
- снежный покров,
- ледяной покров водоёмов,
- наледи,
- ледники гор,
- ледниковые покровы,
- сезонномёрзлые почвы,
- горные породы с подземными льдами.

Криосфера характеризуется отрицательной или нулевой температурой, при которых вода, содержащаяся в парообразном, свободном или химически и физически связанном с другими компонентами виде, может существовать в твёрдой фазе (лёд, снег, иней и другие).
Температура 0 °C определяет равновесие между химически чистыми льдом и водой. В естественных условиях различные примеси и растворённые вещества, а также поверхностные силы и давление понижают точку замерзания воды, в результате чего в границы криолитозоны попадает и жидкая фаза воды во временно или устойчиво охлаждённом ниже 0 °C состоянии.
Криолитозона включает также безводные толщи горных пород и относительно сухие воздушные массы с отрицательной температурой, в которых естественными или искусственными путями могут создаваться условия для конденсации воды, а тем самым и сформирования её твёрдой фазы.